# ジム・フューリク
ジム・フューリク（Jim Furyk, 1970年5月12日 - ）は、アメリカ・ペンシルベニア州出身のプロゴルファー。2003年の全米オープンゴルフ優勝者である。世界ランキング自己最高位は2位。（本記事は新聞の一般表記に基づき「フューリク」で記述するが、「フューリック」と表記されることも多い。）

## プロフィール
1992年にプロ入り。1995年の「ラスベガス招待選手権」でPGAツアー初優勝。
2001年8月最終週の世界ゴルフ選手権第2戦「NEC招待選手権」では、最終日にタイガー・ウッズと7ホールに及ぶ長いプレーオフを戦った。7ホール目をウッズが制して、同大会に3連覇を達成したが、フューリクの粘り強さも高い評価を受けた。それから2年後、2003年の全米オープンでメジャー大会初優勝を達成。パー70の「オリンピア・フィールズ・ゴルフクラブ」で、8アンダーパー（-8, 272ストローク）の大会タイ記録で優勝した。この年は8月の「ビュイック・オープン」でも勝ち、自身初の年間2勝を挙げている。
2004年のシーズンが始まって間もなく、左手首の手術により5ヶ月間を棒に振る。それを乗り越え、全米オープンの大会前年優勝者としての出場にはどうにか間に合ったが、この年はPGAツアーで優勝できなかった。2005年7月の「ウエスタン・オープン」で2年ぶりのツアー優勝を果たし、ようやく復活を印象づけた。2005年の「ダンロップ・フェニックス選手権」にも9年ぶり2度目の出場をしたが、最終順位は3位に終わった。2006年度は、5月第1週の「ワコビア選手権」と9月第2週の「カナディアン・オープン」で優勝している。カナディアン・オープンでの優勝により、フューリクは世界ランキングを自己最高の2位に上げた。
2015年4月14-15「RBCヘリテージ」最終日63で回りトータル-18アンダーパー　プレーオフの末PGAツアー4年ぶりの優勝を飾る。しかし2015年に韓国で開催されたプレジデンツカップに選出されたが、左手首の怪我で欠場。代わりにJ.B.ホームズが補欠に回った。
2016年8月にはトラベラーズ選手権にて1ラウンド最少ストローク「58」というPGAツアー記録を樹立した。
2018年にフランスで開催される第42回ライダーカップでは、アメリカ代表のキャプテンに指名された。

## ツアー優勝歴

### PGAツアー
- 1995年：ラスベガス招待
- 1996年：ハワイアン・オープン
- 1998年：ラスベガス招待
- 1999年：ラスベガス招待
- 2000年：ドラール・ライダー・オープン
- 2001年：メルセデス選手権
- 2002年：メモリアル・トーナメント
- 2003年：全米オープン、ビュイック・オープン
- 2005年：ウェスタン・オープン
- 2006年：ワコビア選手権、カナディアン・オープン
- 2007年：カナディアン・オープン
- 2010年：トランジションズ選手権、ベライゾン・ヘリテージ、ザ・ツアーチャンピオンシップ
- 2015年：RBCヘリテージ